# Mariano Carreras
Mariano Carreras fue un militar con el grado de coronel y legislador puntano. Gobernador delegado de la Provincia de San Luis desde el 25 de noviembre de 1856  hasta junio de 1857.
 En 1855 el gobernador Justo Daract creó una comisión, en cuyo seno estuviesen representados los diversos intereses de la provincia, en las tres ramas de la administración pública: civil, militar y eclesiástica dicha comisión fue presidida por el coronel Mariano Carreras.
Durante su breve periodo de gobierno mandó una comisión para realizar estudios sobre la represa de Potrero de los Funes (Ex El Volcán ).